# 東新町商店街 (徳島市)

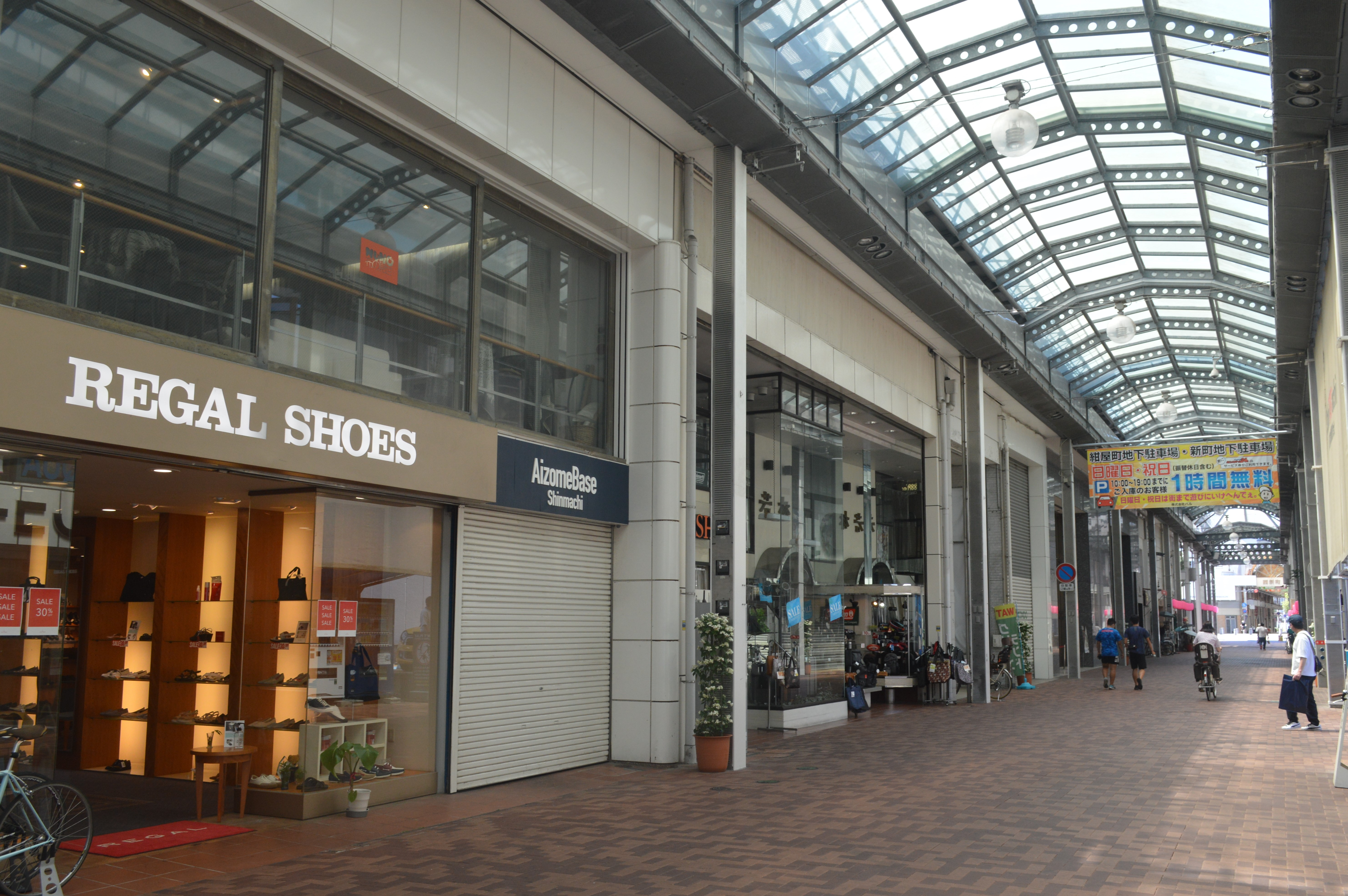
東新町商店街

東新町商店街（ひがししんまちしょうてんがい）は、徳島県徳島市東新町にあるアーケード商店街。

## 歴史

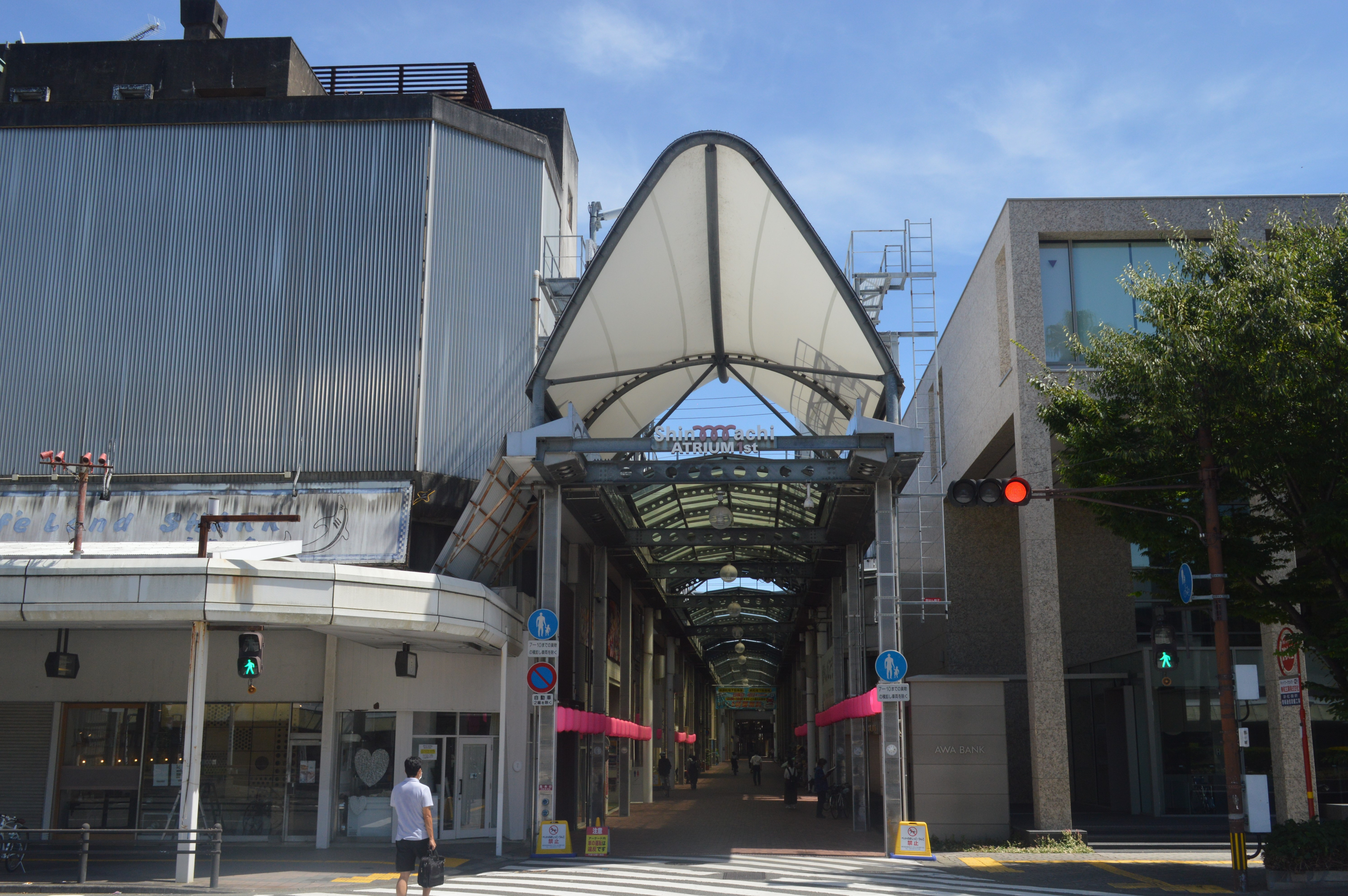
アーケード北端部

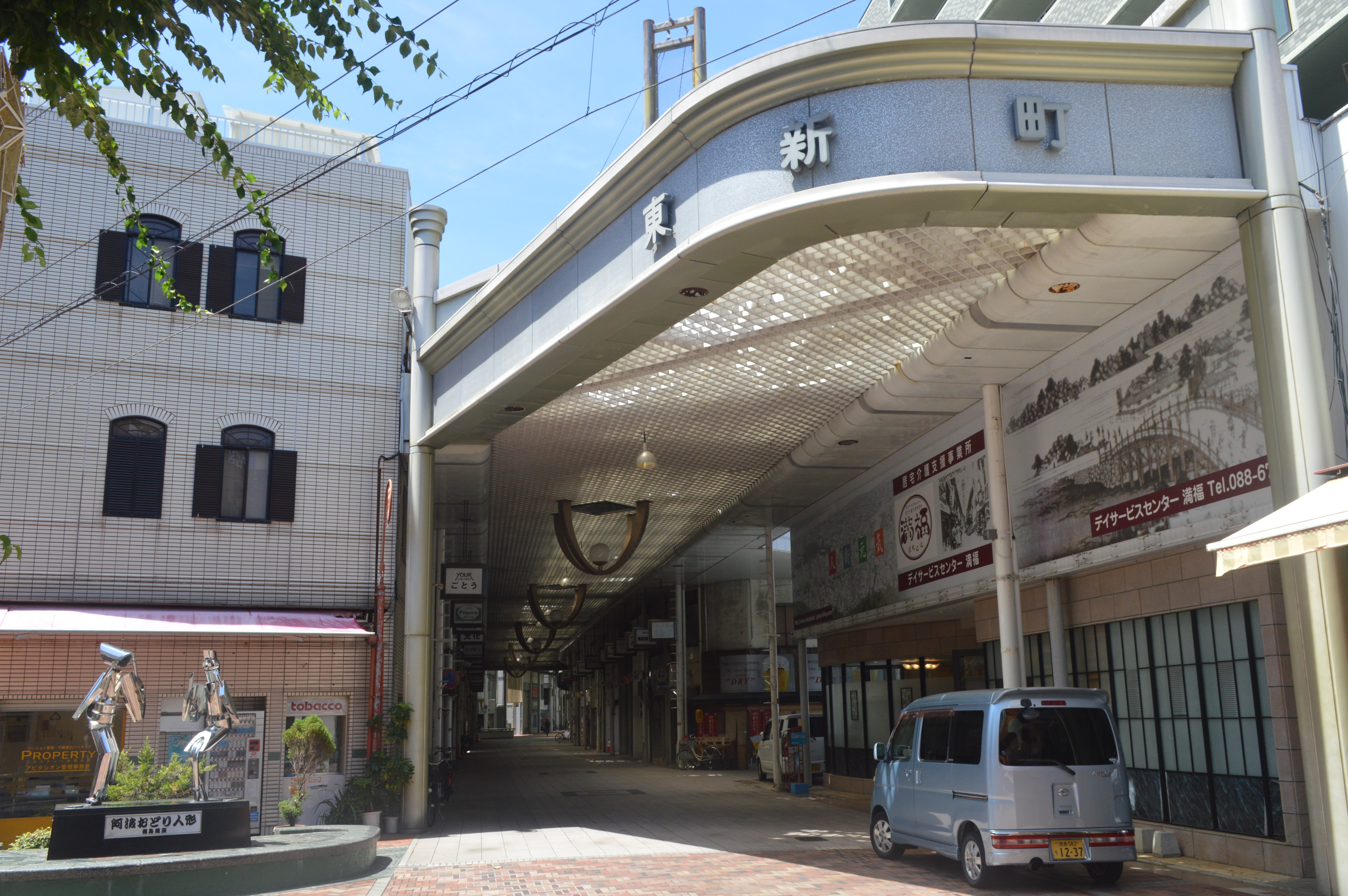
アーケード南端部

東新町は、1585年（天正13年）に入国した徳島藩祖・蜂須賀家政が、町人を相手にする商人を集めたのが始まりで、1630年（寛永7年）ごろには内町と並ぶ徳島一の商店街として栄えていた。
1934年（昭和9年）に丸新百貨店が開店し、1971年（昭和46年）6月18日にはダイエー徳島店が開店するなど大型店も出店していた。
1970年代が全盛期とされ、1974年（昭和49年）には休日の歩行者数が約4万人を数えていた。
しかし、1983年（昭和58年）に当地区の核店舗となっていた丸新百貨店の約2.5倍の規模で徳島駅前に徳島そごう（後のそごう徳島店）が進出したことから丸新百貨店と当商店街の衰退が始まった。
1995年（平成7年）3月21日に丸新百貨店が、2005年（平成17年）11月27日にダイエー徳島店が閉店して核となる大型店が無くなり、2006年（平成18年）1月27日には徳島東宝が閉館して映画館も無くなるなど集客施設が相次いで消失したことで衰退が決定的になった。
郊外のロードサイド型店舗が勢力を伸ばした影響で、徳島市中心市街地で1983年（昭和58年）で1位の商業販売を誇っている内町も売り上げを落としており、2001年（平成13年）11月に郊外の北島町に大型ショッピングセンター・フジグラン北島が開店した前後からはその落ち込みが一段と顕著になるなど郊外との競争に敗れたことも衰退の大きな要因となった。
また、1998年（平成10年）4月5日、明石海峡大橋開通後は神戸や大阪等への消費者流出が生じていることも打撃となった。
2012年（平成24年）3月18日、アニメを中心に上映するufotable CINEMAがオープンし、映画館が復活した。また、ポッポ街1号館（本館）からはアニメイト徳島（井上書房運営）が拡大移転（書籍販売フロアの新設など）した。アニメファンの来場による波及効果が期待される。
向かい側には西新町商店街があり、籠屋町商店街、銀座商店街と隣接している。

## 現在の店舗
- 阿波銀行本店営業部（2019年12月9日新築移転開店-）- 丸新百貨店跡地。
- ufotable CINEMA
- アニメイト徳島
- chu chu churros cafe
- FLAT
- 美容室アンジェリーク
- マダムLサフラン
- エル・フィアンセ
- ハラダ
- 徳島メガネ
- オガワ
- フクタレコード
- 若林
- AizomeBase Shinmachi
- PONT NEUF kissa
- cafe MITSUSHIKA
- ANSWER （古着屋）

など

### かつて存在した店舗
- 丸新百貨店（1934年（昭和9年）[2] - 1995年（平成7年）3月21日[2]） - 当初は旧大丸（現：大丸松坂屋百貨店）と提携）[2]、その後、旧西武百貨店（現そごう・西武）と提携していた。関連会社に洋食店チェーン・ニュー徳島があった。1995年に閉店、跡地は東新町商店街のイベント広場になった。その後、2019年12月9日、阿波銀行本店営業部が新築移転開店。
- 徳島東映（映画館）（1946年開館-2003年6月30日閉館）- 跡地はパチンコホール（※地元資本）が入居→撤退、後に後述の多目的ホールが入った
- ダイエー徳島店（1971年（昭和46年）6月18日[3] - 2005年（平成17年）11月27日[6]）
  - 徳島東宝（映画館）（1946年4月に開館-2006年1月27日閉館）
- がんばりやにんにく店（2010年3月開店-2020年8月30日閉店） - ダイエー徳島店跡地の「アルファステイツ新町」（食品館）、「籠屋町アビタシオン」（生鮮館）の1階。
- しんまち劇場707（多目的ホール）（2004年4月29日開館-2005年12月23日閉館）
- 京屋フェスタ（複合商業施設）
  - 100円ショップダイソー徳島東新町店
- マクドナルド徳島店（徳島1号店、1984年11月開店-1990年11月直営店、1990年12月-2010年[2]4月30日21時閉店サンフォート（FC店））
- 宮脇書店徳島店
- ミスタードーナツ東新町ショップ（2008年4月閉店）
- NHK徳島東新町サテライトスタジオ
- 百十四銀行徳島支店（1954年（昭和29年）開店-2010年（平成22年）10月22日閉店）） - 2010年（平成22年）10月25日、国道55号沿いのかちどき橋に移転。
- ニコニコヤ（2014年 アミコ専門店街に移転）

など